# La Mariana
La Mariana är en ort i Mexiko.   Den ligger i kommunen San Felipe Orizatlán och delstaten Hidalgo, i den sydöstra delen av landet, 220 km norr om huvudstaden Mexico City. La Mariana ligger 148 meter över havet och antalet invånare är 105.
Terrängen runt La Mariana är platt åt nordost, men åt sydväst är den kuperad. Runt La Mariana är det ganska tätbefolkat, med 96 invånare per kvadratkilometer. Närmaste större samhälle är Tampacan, 17,8 km nordväst om La Mariana. Omgivningarna runt La Mariana är en mosaik av jordbruksmark och naturlig växtlighet.